# John McGinn
John McGinn (Glasgow, 18 ottobre 1994) è un calciatore scozzese, centrocampista dell'Aston Villa, di cui è capitano, e della nazionale scozzese.

## Caratteristiche tecniche
Mancino, è un'centrocampista centrale che negli ultimi anni è più propenso a giocare da mezzala. Abile nel recuperare palloni, garantisce quantità e corsa in mezzo al campo grazie alla sua grinta e al suo dinamismo. Al tempo stesso, possiede un'ottima tecnica individuale e si distingue per la sua capacità di fare la serpentina. La propensione agli inserimenti, unita alla notevole capacità di tiro da fuori e su punizione, lo rende infine prolifico in termini realizzativi.

## Carriera

### Club

#### St. Mirren e Hibernian
Cresciuto nelle giovanili del St. Mirren ha esordito in prima squadra il 20 ottobre 2012 in occasione del match di campionato perso 5-0 contro il Celtic, il 18 maggio 2013 realizza la sua prima rete battedo per 3-1 il Kilmarnock. Sigla un gol sconfiggendo l'Hearts per 2-0, l'ultima rete per la squadra la segna nella sconfitta per 2-1 contro il Ross County.
Gioca poi con la squadra dell'Hibernian, vince la Coppa di Scozia, nella semifinale contro il Dundee United la partita finisce a reti inviolate e l'Hibernian vince per 4-2 ai calci di rigore, McGinn segna il primo tiro dal dischetto. Conquista la vittoria del campionato scozzese, segna una rete battendo per 3-0 l'Ayr United, il gol decide il match vinto per 1-0 contro il Queen of the South, realizza un'altra rete vincendo contro il Dundee United per 3-0, l'ultimo gol riesce a segnarlo nel pareggio per 1-1 contro il Dunfermline. Segna la sua prima doppietta nel pareggio per 2-2 contro il Celtic il 30 settembre 2017.

#### Aston Villa
Si trasferisce in Inghilterra nel 2018 militando nell'Aston Villa nella seconda divisione inglese, nel campionato segna un gol sconfiggendo per 3-1 lo Sheffield Wednesday, un gol lo mette a segno battendo il Middlesbrough per 3-0, inoltre è autore di una doppietta nel successo per 3-1 del Nottingham Forest, l'Aston Villa conquista la promozione in Premier League vincendo la partita decisiva contro il Derby County dove McGinn realizza un gol con il match che si conclude per 2-1. Il suo primo gol nella massima divisione inglese riesce a segnarlo nella sconfitta per 3-1 il Tottenham il 10 agosto 2019, invece il 4 ottobre 2020 segna una rete per la prima volta in una vittoria in Premier League sconfiggendo per 7-2 il Liverpool.
Nella Conference League realizza il gol del 1-0 battendo il Zrinjski Mostar, segna un'altra rete vincendo per 4-1 contro l'AZ Alkmaar inoltre con un gol e un assist vincente decide la vittoria su 2-1 contro il Lille. Nell'edizione 2023-2024 del campionato realizza un gol sconfiggendo per 4-0 l'Everton, la sua rete permette alla squadra di battere l'Arsenal per 1-0, sigla un gol contro lo Sheffield United vincendo per 5-0 inoltre segna una rete sia contro il Luton Town che contro il Fulham vincendo per 3-1 entrambe le partite. Nella Champions League con un calcio di punizione realizza un gol battendo il Bologna per 2-0, segna una rete anche contro il RB Lipsia vincendo per 3-2.

### Nazionale
Ha esordito con la nazionale della Scozia il 29 marzo 2016 in occasione dell'amichevole vinta 1-0 contro la Danimarca. Durante le qualificazioni per l'Europeo 2020 segna il suo primo gol perdendo per 2-1 contro la Russia, segna una doppietta sconfiggendo per 3-1 il Kazakistan e realizza una tripletta nella goleada che si è conclusa per 6-0 contro il San Marino, durante i play-off contro Israele McGinn segna dal dischetto ai calci di rigore vincendo per 5-3 dopo lo 0-0 dei tempi supplementari.
Nella Nations League McGinn segna il gol del 1-0 sconfiggendo la Croazia inoltre nella vittoria per 2-1 contro la Polonia realizza una rete al 3° minuto di gioco.

## Statistiche

### Presenze e reti nei club
Statistiche aggiornate al 15 agosto 2025.
| Stagione           | Squadra            | Campionato         | Campionato | Campionato | Coppe nazionali | Coppe nazionali | Coppe nazionali | Coppe continentali | Coppe continentali | Coppe continentali | Altre coppe | Altre coppe | Altre coppe | Totale | Totale | Totale |
| Stagione           | Squadra            | Comp               | Pres       | Reti       | Comp            | Pres            | Reti            | Comp               | Pres               | Reti               | Comp        | Pres        | Reti        | Pres   | Reti   |        |
| ------------------ | ------------------ | ------------------ | ---------- | ---------- | --------------- | --------------- | --------------- | ------------------ | ------------------ | ------------------ | ----------- | ----------- | ----------- | ------ | ------ | ------ |
| 2012-2013          | St. Mirren         | PL                 | 22         | 1          | CS+CdL+CC       | 3+2+0           | 0               | -                  | -                  | -                  | -           | -           | -           | 27     | 1      |        |
| 2013-2014          | St. Mirren         | PL                 | 35         | 3          | CS+CdL+CC       | 2+1+0           | 0               | -                  | -                  | -                  | -           | -           | -           | 38     | 3      |        |
| 2014-2015          | St. Mirren         | PL                 | 30         | 0          | CS+CdL+CC       | 2+1+0           | 0               | -                  | -                  | -                  | -           | -           | -           | 33     | 0      |        |
| Totale St. Mirren  | Totale St. Mirren  | Totale St. Mirren  | 87         | 4          |                 | 11              | 0               |                    | -                  | -                  |             | -           | -           | 98     | 4      |        |
| 2015-2016          | Hibernian          | 1D                 | 36+4       | 3+1        | CS+CdL+CC       | 7+5+0           | 0+1+0           | -                  | -                  | -                  | -           | -           | -           | 52     | 5      |        |
| 2016-2017          | Hibernian          | 1D                 | 29         | 4          | CS+CdL+CC       | 5+1+0           | 1+0+0           | UEL                | 2                  | 0                  | -           | -           | -           | 31     | 4      |        |
| 2017-2018          | Hibernian          | PL                 | 35         | 5          | CS+CdL+CC       | 1+7+0           | 0+1+0           | -                  | -                  | -                  | -           | -           | -           | 43     | 6      |        |
| ago. 2018          | Hibernian          | PL                 | 1          | 0          | CS+CdL+CC       | 0               | 0               | UEL                | 3                  | 2                  | -           | -           | -           | 4      | 2      |        |
| Totale Hibernian   | Totale Hibernian   | Totale Hibernian   | 105        | 13         |                 | 26              | 0               |                    | 5                  | 2                  |             | -           | -           | 136    | 15     |        |
| 2018-2019          | Aston Villa        | FLC                | 40+3       | 6+1        | FACup+CdL       | 1+0             | 0               | -                  | -                  | -                  | -           | -           | -           | 44     | 7      |        |
| 2019-2020          | Aston Villa        | PL                 | 28         | 3          | FACup+CdL       | 0+2             | 0               | -                  | -                  | -                  | -           | -           | -           | 30     | 3      |        |
| 2020-2021          | Aston Villa        | PL                 | 37         | 3          | FACup+CdL       | 0+0             | 0+0             | -                  | -                  | -                  | -           | -           | -           | 37     | 3      |        |
| 2021-2022          | Aston Villa        | PL                 | 35         | 3          | FACup+CdL       | 1+0             | 0+0             | -                  | -                  | -                  | -           | -           | -           | 36     | 3      |        |
| 2022-2023          | Aston Villa        | PL                 | 34         | 1          | FACup+CdL       | 0+2             | 0+0             | -                  | -                  | -                  | -           | -           | -           | 36     | 1      |        |
| 2023-2024          | Aston Villa        | PL                 | 35         | 6          | FACup+CdL       | 3+1             | 0+0             | UECL               | 15                 | 3                  | -           | -           | -           | 54     | 9      |        |
| 2024-2025          | Aston Villa        | PL                 | 34         | 1          | FACup+CdL       | 4+1             | 0+0             | UCL                | 10                 | 3                  | -           | -           | -           | 49     | 4      |        |
| 2025-2026          | Aston Villa        | PL                 | 1          | 0          | FACup+CdL       | 0               | 0               | UEL                | 0                  | 0                  | -           | -           | -           | 1      | 0      |        |
| Totale Aston Villa | Totale Aston Villa | Totale Aston Villa | 247        | 24         |                 | 15              | 0               |                    | 25                 | 6                  |             | -           | -           | 287    | 30     |        |
| Totale carriera    | Totale carriera    | Totale carriera    | 439        | 41         |                 | 50              | 3               |                    | 30                 | 8                  |             | -           | -           | 521    | 52     |        |

### Cronologia presenze e reti in nazionale
| Cronologia completa delle presenze e delle reti in nazionale ― Scozia | Cronologia completa delle presenze e delle reti in nazionale ― Scozia | Cronologia completa delle presenze e delle reti in nazionale ― Scozia | Cronologia completa delle presenze e delle reti in nazionale ― Scozia | Cronologia completa delle presenze e delle reti in nazionale ― Scozia | Cronologia completa delle presenze e delle reti in nazionale ― Scozia | Cronologia completa delle presenze e delle reti in nazionale ― Scozia | Cronologia completa delle presenze e delle reti in nazionale ― Scozia |
| Data                                                                  | Città                                                                 | In casa                                                               | Risultato                                                             | Ospiti                                                                | Competizione                                                          | Reti                                                                  | Note                                                                  |
| --------------------------------------------------------------------- | --------------------------------------------------------------------- | --------------------------------------------------------------------- | --------------------------------------------------------------------- | --------------------------------------------------------------------- | --------------------------------------------------------------------- | --------------------------------------------------------------------- | --------------------------------------------------------------------- |
| 29-3-2016                                                             | Glasgow                                                               | Scozia                                                                | 1 – 0                                                                 | Danimarca                                                             | Amichevole                                                            | -                                                                     | 68’                                                                   |
| 11-10-2016                                                            | Trnava                                                                | Slovacchia                                                            | 3 – 0                                                                 | Scozia                                                                | Qual. Mondiali 2018                                                   | -                                                                     | 76’                                                                   |
| 22-3-2017                                                             | Edimburgo                                                             | Scozia                                                                | 1 – 0                                                                 | Canada                                                                | Amichevole                                                            | -                                                                     | 76’                                                                   |
| 1-9-2017                                                              | Vilnius                                                               | Lituania                                                              | 0 – 3                                                                 | Scozia                                                                | Qual. Mondiali 2018                                                   | -                                                                     | 85’                                                                   |
| 9-11-2017                                                             | Aberdeen                                                              | Scozia                                                                | 0 – 1                                                                 | Paesi Bassi                                                           | Amichevole                                                            | -                                                                     | 64’                                                                   |
| 23-3-2018                                                             | Glasgow                                                               | Scozia                                                                | 0 – 1                                                                 | Costa Rica                                                            | Amichevole                                                            | -                                                                     | 82’                                                                   |
| 27-3-2018                                                             | Budapest                                                              | Ungheria                                                              | 0 – 1                                                                 | Scozia                                                                | Amichevole                                                            | -                                                                     | 86’                                                                   |
| 29-5-2018                                                             | Lima                                                                  | Perù                                                                  | 2 – 0                                                                 | Scozia                                                                | Amichevole                                                            | -                                                                     | 63’                                                                   |
| 3-6-2018                                                              | Città del Messico                                                     | Messico                                                               | 1 – 0                                                                 | Scozia                                                                | Amichevole                                                            | -                                                                     | 55’                                                                   |
| 7-9-2018                                                              | Glasgow                                                               | Scozia                                                                | 0 – 4                                                                 | Belgio                                                                | Amichevole                                                            | -                                                                     | 73’                                                                   |
| 10-9-2018                                                             | Glasgow                                                               | Scozia                                                                | 2 – 0                                                                 | Albania                                                               | UEFA Nations League 2018-2019 - 1º turno                              | -                                                                     |                                                                       |
| 11-10-2018                                                            | Haifa                                                                 | Israele                                                               | 2 – 1                                                                 | Scozia                                                                | UEFA Nations League 2018-2019 - 1º turno                              | -                                                                     |                                                                       |
| 14-10-2018                                                            | Glasgow                                                               | Scozia                                                                | 1 – 3                                                                 | Portogallo                                                            | Amichevole                                                            | -                                                                     | 67’                                                                   |
| 21-3-2019                                                             | Astana                                                                | Kazakistan                                                            | 3 – 0                                                                 | Scozia                                                                | Qual. Euro 2020                                                       | -                                                                     | 69’                                                                   |
| 8-6-2019                                                              | Glasgow                                                               | Scozia                                                                | 2 – 1                                                                 | Cipro                                                                 | Qual. Euro 2020                                                       | -                                                                     | 79’                                                                   |
| 6-9-2019                                                              | Glasgow                                                               | Scozia                                                                | 1 – 2                                                                 | Russia                                                                | Qual. Euro 2020                                                       | 1                                                                     | 62’                                                                   |
| 9-9-2019                                                              | Glasgow                                                               | Scozia                                                                | 0 – 4                                                                 | Belgio                                                                | Qual. Euro 2020                                                       | -                                                                     | 68’                                                                   |
| 10-10-2019                                                            | Mosca                                                                 | Russia                                                                | 4 – 0                                                                 | Scozia                                                                | Qual. Euro 2020                                                       | -                                                                     |                                                                       |
| 13-10-2019                                                            | Glasgow                                                               | Scozia                                                                | 6 – 0                                                                 | San Marino                                                            | Qual. Euro 2020                                                       | 3                                                                     | 70’                                                                   |
| 16-11-2019                                                            | Nicosia                                                               | Cipro                                                                 | 1 – 2                                                                 | Scozia                                                                | Qual. Euro 2020                                                       | 1                                                                     | 56’                                                                   |
| 19-11-2019                                                            | Glasgow                                                               | Scozia                                                                | 3 – 1                                                                 | Kazakistan                                                            | Qual. Euro 2020                                                       | 2                                                                     | 90+2’                                                                 |
| 4-9-2020                                                              | Glasgow                                                               | Scozia                                                                | 1 – 1                                                                 | Israele                                                               | UEFA Nations League 2020-2021 - 1º turno                              | -                                                                     | 79’                                                                   |
| 7-9-2020                                                              | Olomouc                                                               | Rep. Ceca                                                             | 1 – 2                                                                 | Scozia                                                                | UEFA Nations League 2020-2021 - 1º turno                              | -                                                                     | 71’                                                                   |
| 8-10-2020                                                             | Glasgow                                                               | Scozia                                                                | 0 – 0 dts (5 – 3 dtr)                                                 | Israele                                                               | Qual. Euro 2020                                                       | -                                                                     | 58’                                                                   |
| 11-10-2020                                                            | Glasgow                                                               | Scozia                                                                | 1 – 0                                                                 | Slovacchia                                                            | UEFA Nations League 2020-2021 - 1º turno                              | -                                                                     | 89’                                                                   |
| 14-10-2020                                                            | Glasgow                                                               | Scozia                                                                | 1 – 0                                                                 | Rep. Ceca                                                             | UEFA Nations League 2020-2021 - 1º turno                              | -                                                                     | Cap. 79’                                                              |
| 12-11-2020                                                            | Belgrado                                                              | Serbia                                                                | 1 – 1 dts (4 – 5 dtr)                                                 | Scozia                                                                | Qual. Euro 2020                                                       | -                                                                     | 83’                                                                   |
| 15-11-2020                                                            | Trnava                                                                | Slovacchia                                                            | 1 – 0                                                                 | Scozia                                                                | UEFA Nations League 2020-2021 - 1º turno                              | -                                                                     | Cap. 41’                                                              |
| 18-11-2020                                                            | Netanya                                                               | Israele                                                               | 1 – 0                                                                 | Scozia                                                                | UEFA Nations League 2020-2021 - 1º turno                              | -                                                                     | 61’                                                                   |
| 25-3-2021                                                             | Glasgow                                                               | Scozia                                                                | 2 – 2                                                                 | Austria                                                               | Qual. Mondiali 2022                                                   | 1                                                                     |                                                                       |
| 28-3-2021                                                             | Tel Aviv                                                              | Israele                                                               | 1 – 1                                                                 | Scozia                                                                | Qual. Mondiali 2022                                                   | -                                                                     | 74’                                                                   |
| 31-3-2021                                                             | Glasgow                                                               | Scozia                                                                | 4 – 0                                                                 | Fær Øer                                                               | Qual. Mondiali 2022                                                   | 2                                                                     |                                                                       |
| 6-6-2021                                                              | Lussemburgo                                                           | Lussemburgo                                                           | 0 – 1                                                                 | Scozia                                                                | Amichevole                                                            | -                                                                     |                                                                       |
| 14-6-2021                                                             | Glasgow                                                               | Scozia                                                                | 0 – 2                                                                 | Rep. Ceca                                                             | Euro 2020 - 1º turno                                                  | -                                                                     |                                                                       |
| 18-6-2021                                                             | Londra                                                                | Inghilterra                                                           | 0 – 0                                                                 | Scozia                                                                | Euro 2020 - 1º turno                                                  | -                                                                     | 16’                                                                   |
| 22-6-2021                                                             | Glasgow                                                               | Croazia                                                               | 3 – 1                                                                 | Scozia                                                                | Euro 2020 - 1º turno                                                  | -                                                                     |                                                                       |
| 4-9-2021                                                              | Glasgow                                                               | Scozia                                                                | 1 – 0                                                                 | Moldavia                                                              | Qual. Mondiali 2022                                                   | -                                                                     | 65’                                                                   |
| 7-9-2021                                                              | Vienna                                                                | Austria                                                               | 0 – 1                                                                 | Scozia                                                                | Qual. Mondiali 2022                                                   | -                                                                     |                                                                       |
| 9-10-2021                                                             | Glasgow                                                               | Scozia                                                                | 3 – 2                                                                 | Israele                                                               | Qual. Mondiali 2022                                                   | 1                                                                     | 49’                                                                   |
| 12-10-2021                                                            | Tórshavn                                                              | Fær Øer                                                               | 0 – 1                                                                 | Scozia                                                                | Qual. Mondiali 2022                                                   | -                                                                     |                                                                       |
| 12-11-2021                                                            | Chișinău                                                              | Moldavia                                                              | 0 – 2                                                                 | Scozia                                                                | Qual. Mondiali 2022                                                   | -                                                                     | 90’                                                                   |
| 15-11-2021                                                            | Glasgow                                                               | Scozia                                                                | 2 – 0                                                                 | Danimarca                                                             | Qual. Mondiali 2022                                                   | -                                                                     |                                                                       |
| 24-3-2022                                                             | Glasgow                                                               | Scozia                                                                | 1 – 1                                                                 | Polonia                                                               | Amichevole                                                            | -                                                                     | cap.                                                                  |
| 29-3-2022                                                             | Vienna                                                                | Austria                                                               | 2 – 2                                                                 | Scozia                                                                | Amichevole                                                            | 1                                                                     |                                                                       |
| 1-6-2022                                                              | Glasgow                                                               | Scozia                                                                | 1 – 3                                                                 | Ucraina                                                               | Qual. Mondiali 2022                                                   | -                                                                     | 59’                                                                   |
| 8-6-2022                                                              | Glasgow                                                               | Scozia                                                                | 2 – 0                                                                 | Armenia                                                               | UEFA Nations League 2022-2023 - 1º turno                              | -                                                                     |                                                                       |
| 11-6-2022                                                             | Dublino                                                               | Irlanda                                                               | 3 – 0                                                                 | Scozia                                                                | UEFA Nations League 2022-2023 - 1º turno                              | -                                                                     | 59’                                                                   |
| 14-6-2022                                                             | Erevan                                                                | Armenia                                                               | 1 – 4                                                                 | Scozia                                                                | UEFA Nations League 2022-2023 - 1º turno                              | 1                                                                     | cap. 64’                                                              |
| 21-9-2022                                                             | Glasgow                                                               | Scozia                                                                | 3 – 0                                                                 | Ucraina                                                               | UEFA Nations League 2022-2023 - 1º turno                              | 1                                                                     | cap.                                                                  |
| 24-9-2022                                                             | Glasgow                                                               | Scozia                                                                | 2 – 1                                                                 | Irlanda                                                               | UEFA Nations League 2022-2023 - 1º turno                              | -                                                                     | cap.                                                                  |
| 27-9-2022                                                             | Cracovia                                                              | Ucraina                                                               | 0 – 0                                                                 | Scozia                                                                | UEFA Nations League 2022-2023 - 1º turno                              | -                                                                     | cap.                                                                  |
| 16-11-2022                                                            | Diyarbakır                                                            | Turchia                                                               | 2 – 1                                                                 | Scozia                                                                | Amichevole                                                            | 1                                                                     |                                                                       |
| 25-3-2023                                                             | Glasgow                                                               | Scozia                                                                | 3 – 0                                                                 | Cipro                                                                 | Qual. Euro 2024                                                       | 1                                                                     |                                                                       |
| 28-3-2023                                                             | Glasgow                                                               | Scozia                                                                | 2 – 0                                                                 | Spagna                                                                | Qual. Euro 2024                                                       | -                                                                     | 83’                                                                   |
| 17-6-2023                                                             | Oslo                                                                  | Norvegia                                                              | 1 – 2                                                                 | Scozia                                                                | Qual. Euro 2024                                                       | -                                                                     | 37’ 90+1’                                                             |
| 20-6-2023                                                             | Glasgow                                                               | Scozia                                                                | 2 – 0                                                                 | Georgia                                                               | Qual. Euro 2024                                                       | -                                                                     | 90+2’                                                                 |
| 8-9-2023                                                              | Larnaca                                                               | Cipro                                                                 | 0 – 3                                                                 | Scozia                                                                | Qual. Euro 2024                                                       | 1                                                                     | 84’                                                                   |
| 12-9-2023                                                             | Glasgow                                                               | Scozia                                                                | 1 – 3                                                                 | Inghilterra                                                           | Amichevole                                                            | -                                                                     | 82’                                                                   |
| 12-10-2023                                                            | Siviglia                                                              | Spagna                                                                | 2 – 0                                                                 | Scozia                                                                | Qual. Euro 2024                                                       | -                                                                     |                                                                       |
| 17-10-2023                                                            | Villeneuve d'Ascq                                                     | Francia                                                               | 4 – 1                                                                 | Scozia                                                                | Amichevole                                                            | -                                                                     | 89’                                                                   |
| 16-11-2023                                                            | Tbilisi                                                               | Georgia                                                               | 2 – 2                                                                 | Scozia                                                                | Qual. Euro 2024                                                       | -                                                                     | cap.                                                                  |
| 19-11-2023                                                            | Glasgow                                                               | Scozia                                                                | 3 – 3                                                                 | Norvegia                                                              | Qual. Euro 2024                                                       | 1                                                                     | cap. 79’                                                              |
| 22-3-2024                                                             | Amsterdam                                                             | Paesi Bassi                                                           | 4 – 0                                                                 | Scozia                                                                | Amichevole                                                            | -                                                                     | 37’ 85’                                                               |
| 26-3-2024                                                             | Glasgow                                                               | Scozia                                                                | 0 – 1                                                                 | Irlanda del Nord                                                      | Amichevole                                                            | -                                                                     | 78’                                                                   |
| 3-6-2024                                                              | Faro                                                                  | Gibilterra                                                            | 0 – 2                                                                 | Scozia                                                                | Amichevole                                                            | -                                                                     |                                                                       |
| 7-6-2024                                                              | Glasgow                                                               | Scozia                                                                | 2 – 2                                                                 | Finlandia                                                             | Amichevole                                                            | -                                                                     |                                                                       |
| 14-6-2024                                                             | Monaco di Baviera                                                     | Germania                                                              | 5 – 1                                                                 | Scozia                                                                | Euro 2024 - 1º turno                                                  | -                                                                     | 67’                                                                   |
| 19-6-2024                                                             | Colonia                                                               | Scozia                                                                | 1 – 1                                                                 | Svizzera                                                              | Euro 2024 - 1º turno                                                  | -                                                                     | 71’ 90+1’                                                             |
| 23-6-2024                                                             | Stoccarda                                                             | Scozia                                                                | 0 – 1                                                                 | Ungheria                                                              | Euro 2024 - 1º turno                                                  | -                                                                     | 76’                                                                   |
| 5-9-2024                                                              | Glasgow                                                               | Scozia                                                                | 2 – 3                                                                 | Polonia                                                               | UEFA Nations League 2024-2025 - 1º turno                              | -                                                                     |                                                                       |
| 8-9-2024                                                              | Lisbona                                                               | Portogallo                                                            | 2 – 1                                                                 | Scozia                                                                | UEFA Nations League 2024-2025 - 1º turno                              | -                                                                     | 90+1’                                                                 |
| 15-11-2024                                                            | Glasgow                                                               | Scozia                                                                | 1 – 0                                                                 | Croazia                                                               | UEFA Nations League 2024-2025 - 1º turno                              | 1                                                                     | 67’                                                                   |
| 18-11-2024                                                            | Varsavia                                                              | Polonia                                                               | 1 – 2                                                                 | Scozia                                                                | UEFA Nations League 2024-2025 - 1º turno                              | 1                                                                     | 90+5’                                                                 |
| 20-3-2025                                                             | Il Pireo                                                              | Grecia                                                                | 0 – 1                                                                 | Scozia                                                                | UEFA Nations League 2024-2025 - Play-off                              | -                                                                     |                                                                       |
| 23-3-2025                                                             | Glasgow                                                               | Scozia                                                                | 0 – 3                                                                 | Grecia                                                                | UEFA Nations League 2024-2025 - Play-off                              | -                                                                     |                                                                       |
| 6-6-2025                                                              | Glasgow                                                               | Scozia                                                                | 1 – 3                                                                 | Islanda                                                               | Amichevole                                                            | -                                                                     | 51’                                                                   |
| 9-6-2025                                                              | Vaduz                                                                 | Liechtenstein                                                         | 0 – 4                                                                 | Scozia                                                                | Amichevole                                                            | -                                                                     | 59’                                                                   |
| Totale                                                                |                                                                       | Presenze (6º posto)                                                   | 77                                                                    |                                                                       | Reti (5º posto)                                                       | 20                                                                    |                                                                       |

## Palmarès

### Club

#### Competizioni nazionali
- Scottish League Cup: 1

St Mirren: 2012-2013
- Coppa di Scozia: 1

Hibernian: 2015-2016
- Scottish Championship: 1

Hibernian: 2016-2017

### Individuale
- Squadra della stagione della UEFA Europa Conference League:1

2023-2024